# Белоруки гибон
Белоруки гибон (лат. Hylobates lar) је мајмун из породице гибона (Hylobatidae).

## Распрострањење
Ареал врсте је ограничен на мањи број држава: белоруки гибон живи у Тајланду, Лаосу, Бурми, Малезији и Индонезији. Врста је можда изумрла у Кини (провинцији Јунан).

## Станиште
Станишта врсте су шуме и бамбусове шуме. 
Врста је присутна на подручју острва Суматра у Индонезији.

## Угроженост
Ова врста се сматра угроженом.